# زريان (آيت امحمد ايوسف)
زريان هو دُوَّار يقع بجماعة مغراوة، إقليم تازة، جهة فاس مكناس في المملكة المغربية. ينتمي الدوّار لمشيخة آيت امحمد ايوسف التي تضم 14 دوار. يقدر عدد سكانه بـ 199 نسمة حسب الإحصاء الرسمي للسكان والسكنى لسنة 2004.

## روابط خارجية
- البوابة الوطنية للجماعات الترابية نسخة محفوظة 12 مارس 2018 على موقع واي باك مشين.
- المندوبية السامية للتخطيط